# Fleckige Brutwanze
Die Fleckige Brutwanze (Elasmucha grisea), auch Birkenwanze genannt, ist eine Wanze aus der Familie der Stachelwanzen (Acanthosomatidae).

## Merkmale
Die Fleckige Brutwanze ist graugelb, grünlich und rotbraun gefärbt. Die Körperoberseite ist mit zahlreichen dunklen Punktgruben übersät. Auf der Körperunterseite sind lediglich die Atemöffnungen (Stigmen) dunkel. Die Färbung wird zum Herbst deutlich dunkler rotbraun. Der Seitenrand des Hinterleibs (Connexivum) ist abwechselnd hell und dunkel gefärbt. Die Wanze erreicht Körperlängen zwischen sechs und neun Millimetern.
Die Fleckige Brutwanze ist der Gezähnten Brutwanze (Elasmucha fieberi) sehr ähnlich. Diese hat jedoch auch auf der Unterseite des Hinterleibs dunkle Punktgruben mit insgesamt deutlicher ausgeprägter Punktierung. Ferner sind die Vorderecken des Halsschildes bei dieser Art in viel deutlichere Dornen ausgezogen, welche aber nur bei Lupenbetrachtung sichtbar sind.

## Entwicklung

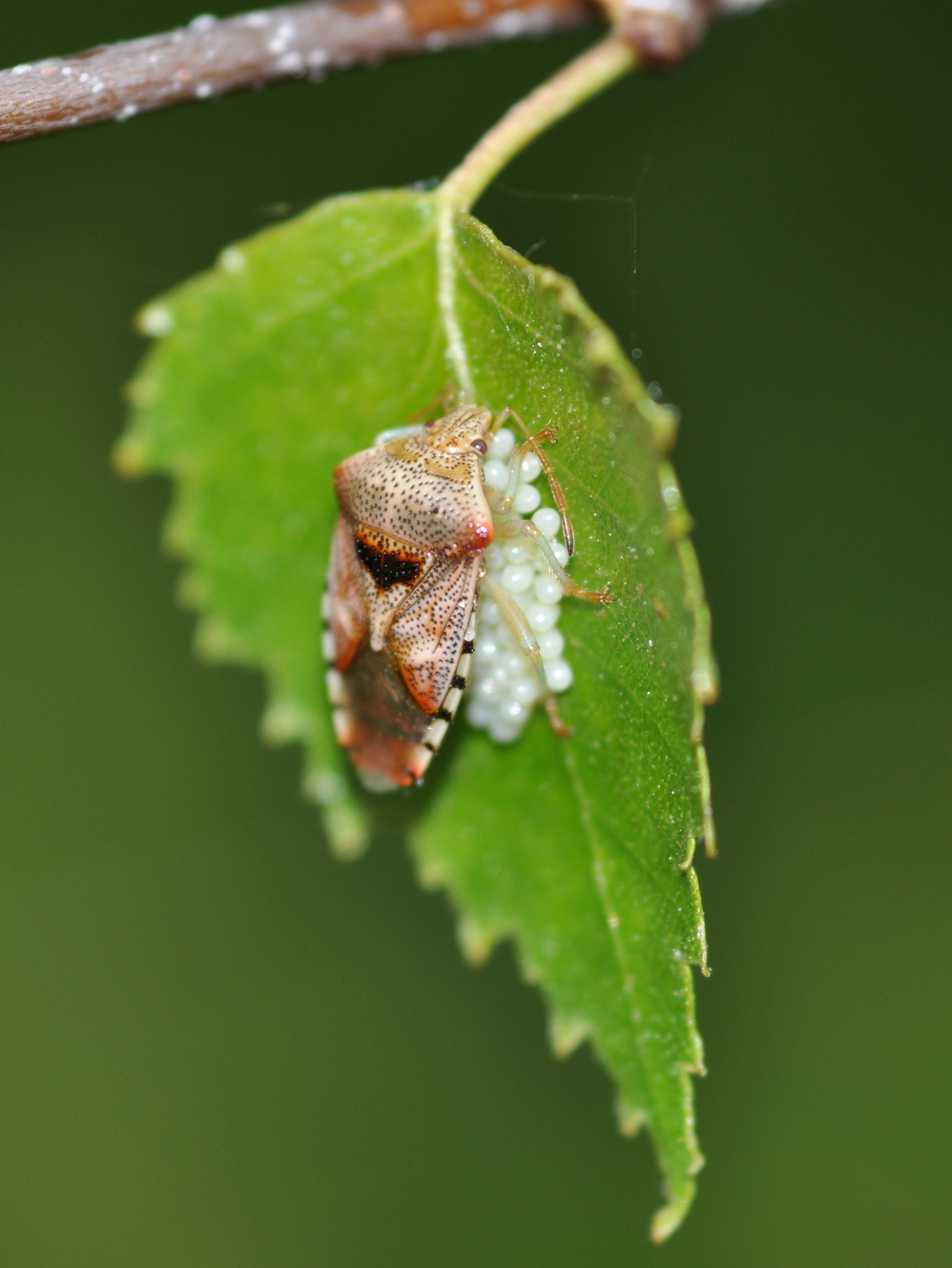
Eine Fleckige Brutwanze bewacht ihr Gelege.

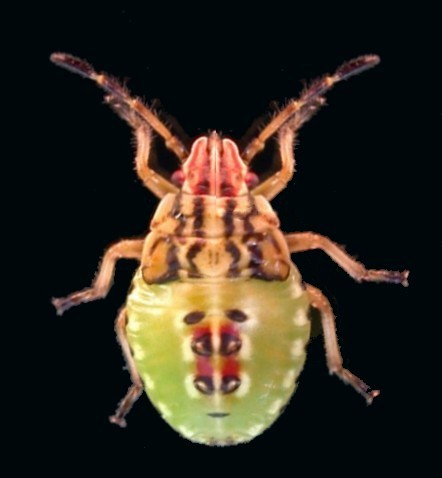
Nymphe im vorletzten Stadium

Nach der Begattung legt das Weibchen im Juni 40 bis 50 Eier auf der Unterseite von Blättern ab. Auffällig ist das ausgeprägte Brutpflegeverhalten. Das Weibchen bewacht für zwei bis drei Wochen ununterbrochen die Eier und bleibt dabei auf dem Gelege sitzen. Es nimmt in dieser Zeit keine Nahrung auf und verteidigt die Eier gegen Ameisen, Spinnen, Käfer, andere Wanzenarten und Schlupfwespen durch Flügelschwirren und ein Wehrsekret. Auch nach dem Schlüpfen bleibt das Weibchen noch zwei bis drei Wochen bei seinem Nachwuchs und verteidigt ihn. Das Weibchen geht nach der ersten Häutung mit den Junglarven gemeinsam auf die Nahrungssuche. Untersuchungen haben gezeigt, dass bei der Brutpflege fast 100 Prozent der Larven überleben, wogegen bei unbewachten Gelegen die Mortalitätsrate über 90 Prozent liegt.

## Ernährung
Die Fleckige Brutwanze lebt auf Birken und Erlen und ernährt sich saugend von Pflanzensäften der Blätter.

## Verbreitung
Die Fleckige Brutwanze kommt in weiten Teilen Europas meist häufig und weit verbreitet vor.